# Bullas
Bullas est une commune de la région de Murcie en Espagne. La ville est connue par sa production de vin.

## Histoire
En 1264, Alphonse X le sage fait don des châteaux de Bullas, Cehegín et Caravaca aux chevaliers de l'ordre du Temple en remerciement de leur contribution à la suite de l'insurrection survenue dans le taïfa de Murcie. Ces trois châteaux et les villages attenants vont alors dépendre de la baillie templière de Caravaca et seront finalement dévolus à l'ordre de Santiago en 1344 à la suite du procès de l'ordre du Temple,.